# Tu cara me suena mini
Tu cara me suena Mini (también conocido por las siglas TCMSM) fue un concurso de talentos español producido por Gestmusic Endemol y emitido en Antena 3 desde el 11 de septiembre hasta el 20 de noviembre de 2014. Se trataba de la versión infantil de Tu cara me suena, donde ocho niños de entre 6 y 14 años son caracterizados para tratar de imitar a un artista tanto en movimientos como en voz. Para ello, son ayudados por personajes famosos, generalmente exparticipantes de la versión adulta.

## Mecánica del programa
Durante varias galas, los 8 participantes de edades comprendidas entre 6 y 14 años deberán demostrar que son los mejores cantando e imitando a cantantes reales, que les son asignados de forma aleatoria tras accionar en la gala anterior un pulsador. Para ello, cada participante intervendrá de la mano de algún adulto famoso, principalmente, exparticipante de la versión adulta de Tu cara me suena, que ejercerá de padrino y acompañante en el escenario durante toda la edición. De este modo, podemos encontrar dos tipos de actuaciones: los dúos (el niño imita a un personaje y el mentor a otro) y los minis (el niño y el famoso imitan al mismo personaje, caracterizados exactamente igual).
Tras sus actuaciones, el jurado deberá valorar a los concursantes siguiendo el mismo criterio que en la versión adulta con famosos, dando una puntuación diferente a cada uno (5, 6, 7, 8, 9, 10, 11 y 12 puntos). Además, los concursantes otorgarán 5 puntos cada uno a la pareja que crea que lo ha hecho mejor. De este modo, la pareja que más puntos consiga ganará la gala, donando el famoso 2000 euros a una organización benéfica y recibiendo el niño un regalo. Estas puntuaciones se irán acumulando semana tras semana en la clasificación general, de manera que solo los cuatro primeros clasificados pasarán a la final, recibiendo el niño ganador una importante cantidad económica para una beca de estudios musicales.
Por último, en Tu cara me suena mini suelen participar famosos con sus hijos en calidad de invitados.

## Temporadas
| Temporada  | Temporada | Galas | Estreno                  | Final                   | Ganador        |
| ---------- | --------- | ----- | ------------------------ | ----------------------- | -------------- |
|            | 1         | 11    | 11 de septiembre de 2014 | 20 de noviembre de 2014 | Abril Montmany |
| Xuso Jones | 1         | 11    | 11 de septiembre de 2014 | 20 de noviembre de 2014 |                |

### Presentador
| Presentador   | Edad    | Profesión   |
| ------------- | ------- | ----------- |
| Manel Fuentes | 43 años | Presentador |

### Jurado
| Jurado         | Iniciales | Edad | Profesión                      |
| -------------- | --------- | ---- | ------------------------------ |
| Carlos Latre   | CL        | 35   | Humorista, actor y presentador |
| Àngel Llàcer   | ÀL        | 40   | Director teatral y presentador |
| Mónica Naranjo | MN        | 40   | Cantante                       |

#### Jurado invitado
| Jurado           | Edad | Profesión                      | Programas |
| ---------------- | ---- | ------------------------------ | --------- |
| David Bustamante | 33   | Cantante, finalista de OT 2001 | 9 y 11    |

### Profesores
Los concursantes cuentan cada semana con la ayuda de un reducido equipo de formación que les prepara para la actuación de cada gala.
| Profesor         | Profesión          |
| ---------------- | ------------------ |
| Miryam Benedited | Profesora de baile |
| Àngel Llàcer     | Profesor de escena |
| Arnau Vila       | Profesor de canto  |

### Bailarines
Las actuaciones de los concursantes suelen ir acompañadas de un cuerpo de baile que ha ido variando a lo largo de las ediciones. Entre los más habituales, se encuentran: Ana Acosta, Giuseppe Di Bella, Lourdes G. Cedres, Vicky Gómez, Ariadna Hafez, Arneys Rubio, Borja Rueda, Raúl Santos, Carol Santos y Chanel Terrero.

## Tu cara me suena mini (2014)
- 11 de septiembre de 2014 - 20 de noviembre de 2014

Tras el gran éxito de las tres primeras ediciones, Antena 3 apostó por una nueva versión del formato, en la cual pondrá a imitar a niños con famosos como mentores, de los cuales 7 fueron concursantes de las diferentes ediciones de la versión adulta del programa.

### Concursantes
| Concursantes         | Procedencia | Edad    | Ocupación                                     | Galas ganadores | Galas perdedores | Información       |
| -------------------- | ----------- | ------- | --------------------------------------------- | --------------- | ---------------- | ----------------- |
| Xuso Jones           | Murcia      | 25 años | Cantante, concursante de TCMS3                | 5.ª y 9.ª       | Nunca            | Ganadores         |
| Abril Montmany       | Barcelona   | 11 años | Estudiante                                    | 5.ª y 9.ª       | Nunca            | Ganadores         |
| Anna Simon           | Barcelona   | 32 años | Presentadora y concursante de TCMS2           | 2.ª             | 6.ª              | 2.as finalistas   |
| Nayra Gomar          | Benalup     | 8 años  | Estudiante                                    | 2.ª             | 6.ª              | 2.as finalistas   |
| Santiago Segura      | Madrid      | 49 años | Cineasta y concursante de TCMS1 y TCMS2       | 1.ª             | Nunca            | 3.os finalistas   |
| Julia Gonçalves      | Cádiz       | 9 años  | Estudiante                                    | 1.ª             | Nunca            | 3.os finalistas   |
| Roko                 | Jaén        | 26 años | Cantante, actriz y ganadora de TCMS2          | 8.ª             | 10.ª             | 4.as finalistas   |
| Carla Núñez          | Nules       | 10 años | Estudiante                                    | 8.ª             | 10.ª             | 4.as finalistas   |
| María del Monte      | Sevilla     | 52 años | Cantante y presentadora, concursante de TCMS2 | 6.ª y 10.ª      | 1.ª y 5.ª*       | 5.os clasificados |
| Samuel Yareth        | Sevilla     | 10 años | Estudiante                                    | 6.ª y 10.ª      | 1.ª y 5.ª*       | 5.os clasificados |
| Daniel Diges         | Madrid      | 33 años | Cantante y concursante de TCMS2               | 4.ª             | 2.ª y 3.ª        | 6.os clasificados |
| José Luis Tenaguillo | Ávila       | 13 años | Estudiante                                    | 4.ª             | 2.ª y 3.ª        | 6.os clasificados |
| Llum Barrera         | Alcudia     | 45 años | Actriz, cómica y concursante de TCMS3         | 3.ª             | 4.ª y 7.ª        | 7.os clasificados |
| Unax Zabala          | Vizcaya     | 12 años | Estudiante                                    | 3.ª             | 4.ª y 7.ª        | 7.os clasificados |
| Miki Nadal           | Zaragoza    | 46 años | Humorista, presentador y actor                | 7.ª             | 8.ª y 9.ª        | 8.os clasificados |
| Fran López           | Madrid      | 6 años  | Estudiante                                    | 7.ª             | 8.ª y 9.ª        | 8.os clasificados |

NOTA: En la gala 5 las parejas de concursantes estaban cambiadas, por lo que Abril ganó cantando con Llum y Samuel quedó último cantando con Xuso.

### Estadísticas semanales
|           | Gala 1     | Gala 2     | Gala 3     | Gala 4     | Gala 5   | Gala 6     | Gala 7     | Gala 8     | Gala 9   | Semifinal  | Total             | Final     |
| --------- | ---------- | ---------- | ---------- | ---------- | -------- | ---------- | ---------- | ---------- | -------- | ---------- | ----------------- | --------- |
| Abril     | Cuartos    | Segundos   | Segundos   | Segundos   | Ganadora | Sextos     | Quintos    | Séptimos   | Ganadora | Segundos   | 1.ºs Finalistas   | Ganadores |
| Xuso      | Cuartos    | Segundos   | Segundos   | Segundos   | Perdedor | Sextos     | Quintos    | Séptimos   |          | Segundos   | 1.ºs Finalistas   | Ganadores |
| Nayra     | Segundas   | Ganadoras  | Cuartas    | Cuartas    | Segunda  | Perdedoras | Sextas     | Cuartas    | Segunda  | Quintas    | 2.ªs Finalistas   | Segundas  |
| Anna      | Segundas   | Ganadoras  | Cuartas    | Cuartas    | Quinta   | Perdedoras | Sextas     | Cuartas    |          | Quintas    | 2.ªs Finalistas   | Segundas  |
| Julia     | Ganadores  | Séptimos   | Sextos     | Terceros   | Sexta    | Cuartos    | Terceros   | Quintos    | Tercera  | Terceros   | 4.ºs Finalistas   | Terceros  |
| Santiago  | Ganadores  | Séptimos   | Sextos     | Terceros   | Cuarto   | Cuartos    | Terceros   | Quintos    |          | Terceros   | 4.ºs Finalistas   | Terceros  |
| Carla     | Quintas    | Terceras   | Cuartas    | Quintas    | Tercera  | Segundas   | Segundas   | Ganadoras  | Tercera  | Perdedoras | 2.ªs Finalistas   | Cuartas   |
| Roko      | Quintas    | Terceras   | Cuartas    | Quintas    | Sexta    | Segundas   | Segundas   | Ganadoras  |          | Perdedoras | 2.ªs Finalistas   | Cuartas   |
| Samuel    | Perdedores | Terceros   | Terceros   | Quintos    | Perdedor | Ganadores  | Cuartos    | Sextos     | Sexto    | Ganadores  | 5.ºs Clasificados |           |
| María     | Perdedores | Terceros   | Terceros   | Quintos    | Segunda  | Ganadores  | Cuartos    | Sextos     |          | Ganadores  | 5.ºs Clasificados |           |
| José Luis | Segundos   | Perdedores | Perdedores | Ganadores  | Sexto    | Sextos     | Séptimos   | Segundos   | Quinto   | Séptimos   | 6.ºs Clasificados |           |
| Daniel    | Segundos   | Perdedores | Perdedores | Ganadores  | Sexto    | Sextos     | Séptimos   | Segundos   |          | Séptimos   | 6.ºs Clasificados |           |
| Unax      | Quintos    | Sextos     | Ganadores  | Perdedores | Cuarto   | Quintos    | Perdedores | Terceros   | Séptimo  | Cuartos    | 7.ºs Clasificados |           |
| Llum      | Quintos    | Sextos     | Ganadores  | Perdedores | Ganadora | Quintos    | Perdedores | Terceros   |          | Cuartos    | 7.ºs Clasificados |           |
| Fran      | Séptimos   | Terceros   | Séptimos   | Séptimos   | Quinto   | Terceros   | Ganadores  | Perdedores | Perdedor | Sextos     | 8.ºs Clasificados |           |
| Miki      | Séptimos   | Terceros   | Séptimos   | Séptimos   | Tercero  | Terceros   | Ganadores  | Perdedores |          | Sextos     | 8.ºs Clasificados |           |

### Imitaciones
|                 | Gala 1                            | Gala 2                                                    | Gala 3                                  | Gala 4                                | Gala 5 (Especial Cambio de parejas) | Gala 6            | Gala 7                             | Gala 8                                        | Gala 9 (Especial Niños en solitario)        | Semifinal                             | Final                           |
| --------------- | --------------------------------- | --------------------------------------------------------- | --------------------------------------- | ------------------------------------- | ----------------------------------- | ----------------- | ---------------------------------- | --------------------------------------------- | ------------------------------------------- | ------------------------------------- | ------------------------------- |
| Abril           | Amaia Montero                     | Cher (Sonny & Cher)                                       | Rihanna                                 | Nicki Minaj                           | Lady Gaga                           | Nelly Furtado     | Mary J. Blige                      | Alicia Keys                                   | Amy Winehouse                               | Meghan Trainor                        | P!nk                            |
| Xuso            | Dani Martín                       | Sonny Bono (Sonny & Cher)                                 | Eminem                                  | Nicki Minaj                           | Pablo Alborán                       | Juanes            | Bono (U2)                          | Alejandro Sanz                                | Zac Efron (Hairspray)                       | Meghan Trainor                        | Nate Ruess (Fun)                |
| Nayra           | Rosario Flores                    | Shakira                                                   | Raquel del Rosario (El Sueño de Morfeo) | Taylor Swift                          | María Jiménez                       | Las Ketchup       | Rocío Dúrcal                       | Alba Molina                                   | India Martínez                              | Avril Lavigne                         | Lolita Flores                   |
| Anna Simon      | Rosario Flores                    | Shakira                                                   | Raquel del Rosario (El Sueño de Morfeo) | Taylor Swift                          | [Sebastián (La sirenita)            | Las Ketchup       | Rocío Dúrcal                       | Ildefonso de los Reyes (Navajita Plateá)      | Romy (La vuelta al mundo de Willy Fog)      | Avril Lavigne                         | Lolita Flores                   |
| Julia           | Julie Andrews (Mary Poppins)      | Ke$ha                                                     | Alaska                                  | Barbra Streisand                      | Christina Aguilera                  | Jasmín (Aladdín)  | Marta Sánchez                      | Marisol                                       | Ariana Grande                               | Estíbaliz Uranga (Sergio y Estíbaliz) | Anastacia                       |
| Santiago        | Dick van Dyke (Mary Poppins)      | Pitbull                                                   | Raphael                                 | Louis Armstrong                       | David Bowie                         | Aladdín (Aladdín) | Marta Sánchez                      | Peret                                         | Willy Fog (La vuelta al mundo de Willy Fog) | Sergio Blanco (Sergio y Estíbaliz)    | Elton John                      |
| Carla           | Katy Perry                        | Malú                                                      | Judy Garland (El mago de Oz)            | Bimba Bosé                            | Marujita Díaz                       | Miley Cyrus       | Duffy                              | Elsa (Frozen: El reino del hielo)             | Pastora Soler                               | Sophia Loren                          | Mónica Naranjo                  |
| Roko            | Katy Perry                        | Malú                                                      | Judy Garland (El mago de Oz)            | Miguel Bosé                           | Kimbra                              | Miley Cyrus       | Duffy                              | Elsa (Frozen: El reino del hielo)             | Nikki Blonsky (Hairspray)                   | Sophia Loren                          | Mónica Naranjo                  |
| Samuel          | Enrique Iglesias                  | Ricky Martin                                              | Melendi                                 | Willy (La abeja Maya)                 | Pablo Alborán                       | Al Bano           | Los Panchos                        | Pepe Begines (No me pises que llevo chanclas) | David Bustamante                            | Marc Anthony                          | Niall Horan (One Direction)     |
| María del Monte | Alexander Delgado (Gente de Zona) | La Mari (Chambao)                                         | Melendi                                 | Maya (La abeja Maya)                  | María Jiménez                       | Romina Power      | Mari Trini                         | Pepe Begines (No me pises que llevo chanclas) | Tico (La vuelta al mundo de Willy Fog)      | Jennifer Lopez                        | Sara Montiel                    |
| José Luis       | Joselito                          | Juan Pedro Aparicio (Botones) (Don Quijote de la Mancha)  | Luis Fonsi                              | Jaime Terrón (Melocos)                | Gotye                               | Camilo Sesto      | Maurice White (Earth, Wind & Fire) | Juan Pardo (Juan y Junior)                    | Luis Miguel                                 | Vicente Fernández                     | Zayn Malik (One Direction)      |
| Daniel          | Joselito                          | José Andrés Aparicio (Botones) (Don Quijote de la Mancha) | David Bisbal                            | Natalia Jiménez                       | Alejandro Fernández                 | Camilo Sesto      | Maurice White (Earth, Wind & Fire) | Antonio Morales "Junior" (Juan y Junior)      | Rigodón (La vuelta al mundo de Willy Fog)   | Vicente Fernández                     | Louis Tomlinson (One Direction) |
| Unax            | Marvin Gaye                       | George Michael (Wham!)                                    | Dionisio Martín (Camela)                | Michael Jackson                       | Freddie Mercury (Queen)             | Bob Marley        | Santiago Auserón (Radio Futura)    | Romeo Santos (Aventura)                       | Adam Levine (Maroon 5)                      | Aleks Syntek                          | Harry Styles (One Direction)    |
| Llum            | Tammi Terrell                     | George Michael (Wham!)                                    | Ángeles Muñoz (Camela)                  | Britney Spears                        | Beyoncé                             | Bob Marley        | Luis Auserón (Radio Futura)        | Judy Santos (Aventura)                        | Queen Latifah (Hairspray)                   | Ana Torroja                           | Alaska (Fangoria)               |
| Fran            | Justin Bieber                     | David Civera                                              | Pharrell Williams                       | José Manuel Casany (Seguridad Social) | Sebastián (La sirenita)             | Juan Magán        | Oliver Atom (Oliver y Benji)       | Arsenie Todiraș (O-Zone)                      | Iván Torres (Efecto Pasillo)                | Elvis Presley                         | Mario Vaquerizo                 |
| Miki            | Justin Bieber                     | Raulito                                                   | Pharrell Williams                       | José Manuel Casany (Seguridad Social) | Marujita Díaz                       | Juan Magán        | Benji Price (Oliver y Benji)       | Dan Bălan (O-Zone)                            | John Travolta (Hairspray)                   | Elvis Presley                         | Liam Payne (One Direction)      |

### Puntuaciones
|           | Gala 1    | Gala 2    | Gala 3    | Gala 4     | Gala 5     | Gala 6    | Gala 7    | Gala 8    | Gala 9     | Semifinal | Total      | Final     | Final      |
| --------- | --------- | --------- | --------- | ---------- | ---------- | --------- | --------- | --------- | ---------- | --------- | ---------- | --------- | ---------- |
| Abril     | 31 puntos | 37 puntos | 38 puntos | 39 puntos* | 42 puntos* | 27 puntos | 30 puntos | 25 puntos | 43 puntos* | 37 puntos | 349 puntos | 46 puntos | 395 puntos |
| Xuso      | 31 puntos | 37 puntos | 38 puntos | 39 puntos* | 20 puntos* | 27 puntos | 30 puntos | 25 puntos |            | 37 puntos | 349 puntos | 46 puntos | 395 puntos |
| Nayra     | 33 puntos | 38 puntos | 29 puntos | 30 puntos  | 36 puntos* | 25 puntos | 27 puntos | 33 puntos | 41 puntos* | 29 puntos | 321 puntos | 59 puntos | 380 puntos |
| Anna      | 33 puntos | 38 puntos | 29 puntos | 30 puntos  | 28 puntos* | 25 puntos | 27 puntos | 33 puntos |            | 29 puntos | 321 puntos | 59 puntos | 380 puntos |
| Julia     | 37 puntos | 26 puntos | 28 puntos | 32 puntos  | 27 puntos* | 30 puntos | 34 puntos | 29 puntos | 32 puntos* | 36 puntos | 311 puntos | 58 puntos | 369 puntos |
| Santiago  | 37 puntos | 26 puntos | 28 puntos | 32 puntos  | 29 puntos* | 30 puntos | 34 puntos | 29 puntos |            | 36 puntos | 311 puntos | 58 puntos | 369 puntos |
| Carla     | 29 puntos | 31 puntos | 29 puntos | 28 puntos  | 35 puntos* | 35 puntos | 39 puntos | 42 puntos | 32 puntos* | 21 puntos | 321 puntos | 45 puntos | 365 puntos |
| Roko      | 29 puntos | 31 puntos | 29 puntos | 28 puntos  | 27 puntos* | 35 puntos | 39 puntos | 42 puntos |            | 21 puntos | 321 puntos | 45 puntos | 365 puntos |
| Samuel    | 25 puntos | 31 puntos | 30 puntos | 28 puntos  | 20 puntos* | 38 puntos | 33 puntos | 28 puntos | 27 puntos* | 40 puntos | 300 puntos |           |            |
| María     | 25 puntos | 31 puntos | 30 puntos | 28 puntos  | 36 puntos* | 38 puntos | 33 puntos | 28 puntos |            | 40 puntos | 300 puntos |           |            |
| José Luis | 33 puntos | 23 puntos | 25 puntos | 39 puntos* | 27 puntos* | 27 puntos | 21 puntos | 38 puntos | 31 puntos* | 25 puntos | 289 puntos |           |            |
| Daniel    | 33 puntos | 23 puntos | 25 puntos | 39 puntos* | 27 puntos* | 27 puntos | 21 puntos | 38 puntos |            | 25 puntos | 289 puntos |           |            |
| Unax      | 29 puntos | 27 puntos | 39 puntos | 22 puntos  | 29 puntos* | 28 puntos | 18 puntos | 34 puntos | 21 puntos* | 30 puntos | 277 puntos |           |            |
| Llum      | 29 puntos | 27 puntos | 39 puntos | 22 puntos  | 42 puntos* | 28 puntos | 18 puntos | 34 puntos |            | 30 puntos | 277 puntos |           |            |
| Fran      | 27 puntos | 31 puntos | 26 puntos | 26 puntos  | 28 puntos* | 34 puntos | 42 puntos | 15 puntos | 17 puntos* | 26 puntos | 272 puntos |           |            |
| Miki      | 27 puntos | 31 puntos | 26 puntos | 26 puntos  | 35 puntos* | 34 puntos | 42 puntos | 15 puntos |            | 26 puntos | 272 puntos |           |            |

NOTA 1: José L. y Daniel empataron en la puntuación de la gala 4 con Abril y Xuso, pero el jurado decidió dar la victoria de la gala a los primeros.

NOTA 2: La gala 5 fue una gala especial en la que los niños cambiaban por esa semana de pareja. 
NOTA 3: La gala 9 fue una gala especial en la que los niños cantaron solos. 

### Tras el programa
- Julia Gonçalves, Nayra Gomar y Samuel Yareth,[6] colaboran en el programa de Canal Sur, Menuda noche, formando "Radio Menuda".
- Julia Gonçalves forma parte del jurado de la gala final de Violetta Tu sueño tu música 2, en Disney Channel España
- Julia Gonçalves tras su imitación de Anastacia en la final de Tu cara me suena mini, es invitada por la artista norteamericana a cantar con ella su exitoso "Stupid little things" en el festival Starlite Festival además de aparecer en el videoclip de su nuevo éxito "Take this chance".[8][9]
- Abril Montmany presenta su primer sencillo "Be loved"
- El 18 de noviembre de 2015, Julia Gonçalves presenta su primer sencillo "Ven a soñar".[10]
- El 10 de junio de 2016, Julia Gonçalves presenta su segundo sencillo "Buena suerte".[11]
- Carla Núñez participó como concursante en la tercera edición de La Voz Kids, en el equipo de David Bisbal.[12]
- Nayra Gomar y Samuel Yareth participan como concursantes en la primera edición de Fenómeno Fan,[6] de Disney Channel. Y más tarde, participan como concursantes en la cuarta edición de La Voz Kids.
- Julia Gonçalves participó como concursante en la quinta edición de La Voz Kids, en el equipo de Melendi.
- Fran López participó en las Audiciones a Ciegas pero no logró pasar en la quinta edición de La Voz Kids.

### Invitados
| Invitados                                 | Ocupación                                                       | Gala | Como...                                 | Canción                                          | Información                                             |
| ----------------------------------------- | --------------------------------------------------------------- | ---- | --------------------------------------- | ------------------------------------------------ | ------------------------------------------------------- |
| Manel Fuentes y Max Fuentes               | Padre e hijo                                                    | 1.ª  | Bruno Mars                              | The Lazy Song                                    | Invitados                                               |
| Henry Méndez y Mark Méndez                | Padre e hijo                                                    | 2.ª  | MC Hammer                               | U Can't Touch This                               | Invitados                                               |
| Ángeles Muñoz                             | Integrante de Camela y concursante de TCMS 2                    | 3.ª  | Ellos mismos.                           | Sueños inalcanzables                             | Valoran a Llum Barrera y Unax                           |
| Dioni Martín                              | Integrante de Camela                                            | 3.ª  | Ellos mismos.                           | Sueños inalcanzables                             | Valoran a Llum Barrera y Unax                           |
| Ruth Lorenzo y Rebecca                    | Cantante, acompañada de su sobrina                              | 3.ª  | Sia y Maddie Ziegler                    | Chandelier                                       | Invitadas                                               |
| Paula Rojo, Ariadna, Lucía, Paula y Vicky | Cantante, acompañada de las eliminadas del casting de TCMS mini | 4.ª  | Paula Rojo y The Wild Horses            | Si me voy (Cups)                                 | Invitadas                                               |
| Luis Larrodera y Marina Larrodera         | Actor y presentador, acompañado de su hija                      | 5.ª  | Cantajuegos                             | Soy una taza                                     | Invitados                                               |
| Pablo Carbonell y Mafalda Carbonell       | Actor y humorista, acompañado de su hija                        | 6.ª  | David Summers (Hombres G) y Ana Torroja | Marta tiene un marcapasos                        | Invitados                                               |
| Vicky                                     | Eliminada del casting de TCMS mini                              | 6.ª  | Las Ketchup                             | Aserejé                                          | Acompaña a Anna Simon y Nayra Gomar                     |
| Lucía Gil                                 | Cantante y actriz                                               | 7.ª  | Selena Gomez                            | Love You like a Love Song                        | Invitada                                                |
| David Bustamante                          | Cantante y finalista de OT 2001ñ                                | 9.ª  | Él mismo                                | Feliz                                            | Sustituye a Mónica Naranjo y acompaña y valora a Samuel |
| David Bustamante                          | Cantante y finalista de OT 2001ñ                                | 11.ª | Él mismo                                |                                                  | Miembro del jurado                                      |
| India Martínez                            | Cantante y compositora                                          | 9.ª  | Ella misma                              | Vencer al amor                                   | Acompaña y valora a Nayra Gomar                         |
| Ángel Llácer                              | Director teatral y presentador de televisión                    | 11.ª | Kiss                                    | I was made for loving you y Rock & Roll all nite | Invitados                                               |
| Mónica Naranjo                            | Cantante y presentadora                                         | 11.ª | Kiss                                    | I was made for loving you y Rock & Roll all nite | Invitados                                               |
| Carlos Latre                              | Humorista, actor y presentador de televisión                    | 11.ª | Kiss                                    | I was made for loving you y Rock & Roll all nite | Invitados                                               |
| Manel Fuentes                             | Presentador                                                     | 11.ª | Kiss                                    | I was made for loving you y Rock & Roll all nite | Invitados                                               |

### Detalles de las galas
| Gala 1 (11/09/2014)                                                                               | Concursantes         | CL | MN | ÁL | BONUS (+5) | Punt. final |
| ------------------------------------------------------------------------------------------------- | -------------------- | -- | -- | -- | ---------- | ----------- |
| Supercalifragilisticospialidoso, de Julie Andrews (Julia) Dick van Dyke (Santiago) (Mary Poppins) | Santiago Segura      | 11 | 12 | 9  | Abril      | 37          |
| Supercalifragilisticospialidoso, de Julie Andrews (Julia) Dick van Dyke (Santiago) (Mary Poppins) | Julia Gonçalves      | 11 | 12 | 9  | Abril      | 37          |
| Campanera, de Joselito                                                                            | Daniel Diges         | 8  | 10 | 10 | Unax       | 33          |
| Campanera, de Joselito                                                                            | José Luis Tenaguillo | 8  | 10 | 10 | Unax       | 33          |
| Muchas flores', de Rosario Flores                                                                 | Anna Simon           | 6  | 5  | 12 | José Luis  | 33          |
| Muchas flores', de Rosario Flores                                                                 | Nayra Gomar          | 6  | 5  | 12 | José Luis  | 33          |
| Puede ser, de Amaia Montero (Abril) y Dani Martín (Xuso)                                          | Xuso Jones           | 10 | 11 | 5  | Julia      | 31          |
| Puede ser, de Amaia Montero (Abril) y Dani Martín (Xuso)                                          | Abril Montmany       | 10 | 11 | 5  | Julia      | 31          |
| Roar, de Katy Perry                                                                               | Roko                 | 9  | 8  | 7  | Samuel     | 29          |
| Roar, de Katy Perry                                                                               | Carla Núñez          | 9  | 8  | 7  | Samuel     | 29          |
| Ain't No Mountain High Enough, de Marvin Gaye (Unax) y Tammi Terrell (Llum)                       | Llum Barrera         | 12 | 6  | 11 | Nayra      | 29          |
| Ain't No Mountain High Enough, de Marvin Gaye (Unax) y Tammi Terrell (Llum)                       | Unax Zabala          | 12 | 6  | 11 | Nayra      | 29          |
| Baby, de Justin Bieber                                                                            | Miki Nadal           | 7  | 7  | 8  | Carla      | 27          |
| Baby, de Justin Bieber                                                                            | Fran López           | 7  | 7  | 8  | Carla      | 27          |
| Bailando, de Enrique Iglesias (Samuel) y Alexander Delgado (María) (Gente de Zona)                | María del Monte      | 5  | 9  | 6  | Fran       | 25          |
| Bailando, de Enrique Iglesias (Samuel) y Alexander Delgado (María) (Gente de Zona)                | Samuel Sánchez       | 5  | 9  | 6  | Fran       | 25          |

#### Otras actuaciones
| Artista       | Canción                      |
| ------------- | ---------------------------- |
| Max Fuentes   | The Lazy Song, de Bruno Mars |
| Manel Fuentes | The Lazy Song, de Bruno Mars |

| Concursantes    | Puntuación total |
| --------------- | ---------------- |
| Santiago Segura | 37               |
| Julia           | 37               |
| Anna Simon      | 33               |
| Nayra           | 33               |
| Daniel Diges    | 33               |
| José            | 33               |
| Xuso Jones      | 31               |
| Abril           | 31               |
| Roko            | 29               |
| Carla           | 29               |
| Llum Barrera    | 29               |
| Unax            | 29               |
| Miki Nadal      | 27               |
| Fran            | 27               |
| María del Monte | 25               |
| Samuel          | 25               |

| Gala 2 (18/09/2014) | Concursantes         | CL | MN | ÁL | BONUS (+10) | Punt. final |
| --- | -------------------- | -- | -- | -- | ----------- | ----------- |
| Dare (La La La), de Shakira                                                                                            | Anna Simon           | 12 | 12 | 9  | Unax        | 38          |
| Dare (La La La), de Shakira                                                                                            | Nayra Gomar          | 12 | 12 | 9  | Unax        | 38          |
| I Got You Babe, de Sonny Bono (Xuso) y Cher (Abril) (Sonny & Cher)                                                     | Xuso Jones           | 11 | 10 | 11 | Samuel      | 37          |
| I Got You Babe, de Sonny Bono (Xuso) y Cher (Abril) (Sonny & Cher)                                                     | Abril Montmany       | 11 | 10 | 11 | Samuel      | 37          |
| Blanco y negro, de Malú                                                                                                | Roko                 | 10 | 8  | 8  | Unax        | 31          |
| Blanco y negro, de Malú                                                                                                | Carla Núñez          | 10 | 8  | 8  | Unax        | 31          |
| Que la detengan, de Raulito (Miki) y David Civera (Fran)                                                               | Miki Nadal           | 8  | 11 | 12 | Nayra       | 31          |
| Que la detengan, de Raulito (Miki) y David Civera (Fran)                                                               | Fran López           | 8  | 11 | 12 | Nayra       | 31          |
| Tu recuerdo, de Ricky Martin (Samuel) y La Mari (María) (Chambao)                                                      | María del Monte      | 9  | 7  | 5  | Julia       | 31          |
| Tu recuerdo, de Ricky Martin (Samuel) y La Mari (María) (Chambao)                                                      | Samuel Sánchez       | 9  | 7  | 5  | Julia       | 31          |
| Wake Me Up Before You Go-Go, de George Michael (Wham!)                                                                 | Llum Barrera         | 5  | 6  | 6  | Abril       | 27          |
| Wake Me Up Before You Go-Go, de George Michael (Wham!)                                                                 | Unax Zabala          | 5  | 6  | 6  | Abril       | 27          |
| Timber, de Kesha (Julia) y Pitbull (Santiago)                                                                          | Santiago Segura      | 6  | 5  | 10 | Carla       | 26          |
| Timber, de Kesha (Julia) y Pitbull (Santiago)                                                                          | Julia Gonçalves      | 6  | 5  | 10 | Carla       | 26          |
| Don Quijote y Sancho, de Juan Pedro Aparicio (José) y José Andrés Aparicio (Dani) (Botones) (Don Quijote de la Mancha) | Daniel Diges         | 7  | 9  | 7  | Samuel      | 23          |
| Don Quijote y Sancho, de Juan Pedro Aparicio (José) y José Andrés Aparicio (Dani) (Botones) (Don Quijote de la Mancha) | José Luis Tenaguillo | 7  | 9  | 7  | Samuel      | 23          |

| Artista      | Canción                          |
| ------------ | -------------------------------- |
| Henry Méndez | U Can't Touch This, de MC Hammer |
| Mark Méndez  | U Can't Touch This, de MC Hammer |

| Concursantes    | Puntuación total |
| --------------- | ---------------- |
| Anna Simon      | 71               |
| Nayra           | 71               |
| Xuso Jones      | 68               |
| Abril           | 68               |
| Santiago Segura | 63               |
| Julia           | 63               |
| Roko            | 60               |
| Carla           | 60               |
| Miki Nadal      | 58               |
| Fran            | 58               |
| Daniel Diges    | 56               |
| José            | 56               |
| María del Monte | 56               |
| Samuel          | 56               |
| Llum Barrera    | 56               |
| Unax            | 56               |

| Gala 3 (25/09/2014)                                                             | Concursantes         | CL | MN | ÁL | BONUS (+10) | Punt. final |
| ------------------------------------------------------------------------------- | -------------------- | -- | -- | -- | ----------- | ----------- |
| Sueños inalcanzables, de Ángeles Muñoz (Llum) y Dionisio Martín (Unax) (Camela) | Llum Barrera         | 11 | 12 | 11 | Abril       | 39          |
| Sueños inalcanzables, de Ángeles Muñoz (Llum) y Dionisio Martín (Unax) (Camela) | Unax Zabala          | 11 | 12 | 11 | Abril       | 39          |
| Love the way you lie, de Rihanna (Abril) y Eminem (Xuso)                        | Xuso Jones           | 7  | 11 | 10 | Carla       | 38          |
| Love the way you lie, de Rihanna (Abril) y Eminem (Xuso)                        | Abril Montmany       | 7  | 11 | 10 | Carla       | 38          |
| Caminando por la vida, de Melendi                                               | María del Monte      | 12 | 9  | 9  | Carla       | 30          |
| Caminando por la vida, de Melendi                                               | Samuel Sánchez       | 12 | 9  | 9  | Carla       | 30          |
| Esta soy yo, de Raquel del Rosario (El Sueño de Morfeo)                         | Anna Simon           | 9  | 8  | 7  | Fran        | 29          |
| Esta soy yo, de Raquel del Rosario (El Sueño de Morfeo)                         | Nayra Gomar          | 9  | 8  | 7  | Fran        | 29          |
| Over the rainbow, de Judy Garland (El mago de Oz)                               | Roko                 | 6  | 7  | 6  | Unax        | 29          |
| Over the rainbow, de Judy Garland (El mago de Oz)                               | Carla Núñez          | 6  | 7  | 6  | Unax        | 29          |
| Mi gran noche, de Alaska (Julia) y Raphael (Santiago)                           | Santiago Segura      | 10 | 10 | 8  | Fran        | 28          |
| Mi gran noche, de Alaska (Julia) y Raphael (Santiago)                           | Julia Gonçalves      | 10 | 10 | 8  | Fran        | 28          |
| Happy, de Pharrell Williams                                                     | Miki Nadal           | 5  | 6  | 5  | Nayra       | 26          |
| Happy, de Pharrell Williams                                                     | Fran López           | 5  | 6  | 5  | Nayra       | 26          |
| Aquí estoy yo, de Luis Fonsi (José) y David Bisbal (Daniel)                     | Daniel Diges         | 8  | 5  | 12 | Abril       | 25          |
| Aquí estoy yo, de Luis Fonsi (José) y David Bisbal (Daniel)                     | José Luis Tenaguillo | 8  | 5  | 12 | Abril       | 25          |

| Artista      | Canción                             |
| ------------ | ----------------------------------- |
| Ruth Lorenzo | Chandelier, de Sia y Maddie Ziegler |
| Rebecca      | Chandelier, de Sia y Maddie Ziegler |

| Concursantes    | Puntuación total |
| --------------- | ---------------- |
| Xuso Jones      | 106              |
| Abril           | 106              |
| Anna Simon      | 100              |
| Nayra           | 100              |
| Llum Barrera    | 95               |
| Unax            | 95               |
| Santiago Segura | 91               |
| Julia           | 91               |
| Roko            | 89               |
| Carla           | 89               |
| María del Monte | 86               |
| Samuel          | 86               |
| Miki Nadal      | 84               |
| Fran            | 84               |
| Daniel Diges    | 81               |
| José            | 81               |

| Gala 4 (02/10/2014)                                                         | Concursantes         | CL | MN | ÁL | BONUS (+10) | Punt. final |
| --------------------------------------------------------------------------- | -------------------- | -- | -- | -- | ----------- | ----------- |
| Cuando me vaya, de Jaime Terrón (José) (Melocos) y Natalia Jiménez (Daniel) | Daniel Diges         | 8  | 11 | 10 | Fran        | 39          |
| Cuando me vaya, de Jaime Terrón (José) (Melocos) y Natalia Jiménez (Daniel) | José Luis Tenaguillo | 8  | 11 | 10 | Fran        | 39          |
| Super bass, de Nicki Minaj                                                  | Xuso Jones           | 9  | 8  | 12 | José        | 39          |
| Super bass, de Nicki Minaj                                                  | Abril Montmany       | 9  | 8  | 12 | José        | 39          |
| Hello, Dolly!, de Barbra Streisand (Julia) y Louis Armstrong (Santiago)     | Santiago Segura      | 11 | 10 | 11 | Unax        | 32          |
| Hello, Dolly!, de Barbra Streisand (Julia) y Louis Armstrong (Santiago)     | Julia Gonçalves      | 11 | 10 | 11 | Unax        | 32          |
| We are never ever getting back together, de Taylor Swift                    | Anna Simon           | 12 | 9  | 9  | Samuel      | 30          |
| We are never ever getting back together, de Taylor Swift                    | Nayra Gomar          | 12 | 9  | 9  | Samuel      | 30          |
| Como un lobo, de Bimba Bosé (Carla) y Miguel Bosé (Roko)                    | Roko                 | 10 | 6  | 7  | José        | 28          |
| Como un lobo, de Bimba Bosé (Carla) y Miguel Bosé (Roko)                    | Carla Núñez          | 10 | 6  | 7  | José        | 28          |
| La abeja Maya, de Willy y la abeja Maya (La abeja Maya)                     | María del Monte      | 5  | 12 | 6  | Abril       | 28          |
| La abeja Maya, de Willy y la abeja Maya (La abeja Maya)                     | Samuel Sánchez       | 5  | 12 | 6  | Abril       | 28          |
| Chiquilla, de José Manuel Casany (Seguridad Social)                         | Miki Nadal           | 6  | 7  | 8  | Abril       | 26          |
| Chiquilla, de José Manuel Casany (Seguridad Social)                         | Fran López           | 6  | 7  | 8  | Abril       | 26          |
| The way you make me feel, de Michael Jackson (Unax) y Britney Spears (Llum) | Llum Barrera         | 7  | 5  | 5  | Carla       | 22          |
| The way you make me feel, de Michael Jackson (Unax) y Britney Spears (Llum) | Unax Zabala          | 7  | 5  | 5  | Carla       | 22          |

| Artista    | Canción                                           |
| ---------- | ------------------------------------------------- |
| Paula Rojo | Si me voy (Cups), de Paula Rojo y The Wild Horses |
| Ariadna    | Si me voy (Cups), de Paula Rojo y The Wild Horses |
| Lucía      | Si me voy (Cups), de Paula Rojo y The Wild Horses |
| Paula      | Si me voy (Cups), de Paula Rojo y The Wild Horses |
| Vicky      | Si me voy (Cups), de Paula Rojo y The Wild Horses |

| Concursantes    | Puntuación total |
| --------------- | ---------------- |
| Xuso Jones      | 145              |
| Abril           | 145              |
| Anna Simon      | 130              |
| Nayra           | 130              |
| Santiago Segura | 123              |
| Julia           | 123              |
| Daniel Diges    | 120              |
| José            | 120              |
| Roko            | 117              |
| Carla           | 117              |
| Llum Barrera    | 117              |
| Unax            | 117              |
| María del Monte | 114              |
| Samuel          | 114              |
| Miki Nadal      | 110              |
| Fran            | 110              |

| Gala 5 (Especial Cambio de pareja) (09/10/2014)                                   | Concursantes         | CL | MN | ÁL | BONUS (+10) | Punt. final |
| --------------------------------------------------------------------------------- | -------------------- | -- | -- | -- | ----------- | ----------- |
| Telephone, de Lady Gaga (Abril) y Beyoncé (Llum)                                  | Llum Barrera         | 11 | 11 | 10 | Fran        | 42          |
| Telephone, de Lady Gaga (Abril) y Beyoncé (Llum)                                  | Abril Montmany       | 11 | 11 | 10 | Fran        | 42          |
| Se acabó, de María Jiménez                                                        | María del Monte      | 12 | 12 | 12 | Carla       | 36          |
| Se acabó, de María Jiménez                                                        | Nayra Gomar          | 12 | 12 | 12 | Carla       | 36          |
| Mamá, cómprame unas botas, de Marujita Díaz                                       | Miki Nadal           | 10 | 9  | 11 | Fran        | 35          |
| Mamá, cómprame unas botas, de Marujita Díaz                                       | Carla Núñez          | 10 | 9  | 11 | Fran        | 35          |
| Under pressure, de Freddie Mercury (Unax) (Queen) y David Bowie (Santiago)        | Santiago Segura      | 6  | 10 | 8  | Julia       | 29          |
| Under pressure, de Freddie Mercury (Unax) (Queen) y David Bowie (Santiago)        | Unax Zabala          | 6  | 10 | 8  | Julia       | 29          |
| Bajo el mar, de Sebastián (La sirenita)                                           | Anna Simon           | 5  | 8  | 5  | Abril       | 28          |
| Bajo el mar, de Sebastián (La sirenita)                                           | Fran López           | 5  | 8  | 5  | Abril       | 28          |
| Somebody That I Used to Know, de Gotye (José) y Kimbra (Roko)                     | Roko                 | 9  | 7  | 6  | Unax        | 27          |
| Somebody That I Used to Know, de Gotye (José) y Kimbra (Roko)                     | José Luis Tenaguillo | 9  | 7  | 6  | Unax        | 27          |
| Hoy tengo ganas de ti, de Christina Aguilera (Julia) y Alejandro Fernández (Dani) | Daniel Diges         | 8  | 5  | 9  | José        | 27          |
| Hoy tengo ganas de ti, de Christina Aguilera (Julia) y Alejandro Fernández (Dani) | Julia Gonçalves      | 8  | 5  | 9  | José        | 27          |
| Éxtasis, de Pablo Alborán                                                         | Xuso Jones           | 7  | 6  | 7  | Abril       | 20          |
| Éxtasis, de Pablo Alborán                                                         | Samuel Sánchez       | 7  | 6  | 7  | Abril       | 20          |

| Artista          | Canción                      |
| ---------------- | ---------------------------- |
| Luis Larrodera   | Soy una taza, de Cantajuegos |
| Marina Larrodera | Soy una taza, de Cantajuegos |

| Concursantes    | Puntuación total |
| --------------- | ---------------- |
| Xuso Jones      | 187              |
| Abril           | 187              |
| Anna Simon      | 166              |
| Nayra           | 166              |
| Roko            | 152              |
| Carla           | 152              |
| Santiago Segura | 150              |
| Julia           | 150              |
| Daniel Diges    | 147              |
| José            | 147              |
| Llum Barrera    | 146              |
| Unax            | 146              |
| Miki Nadal      | 138              |
| Fran            | 138              |
| María del Monte | 134              |
| Samuel          | 134              |

| Gala 6 (16/10/2014)                                              | Concursantes         | CL | MN | ÁL | BONUS (+10) | Punt. final |
| ---------------------------------------------------------------- | -------------------- | -- | -- | -- | ----------- | ----------- |
| Felicidad, de Al Bano (Samuel) y Romina Power (María)            | María del Monte      | 11 | 10 | 12 | Unax        | 38          |
| Felicidad, de Al Bano (Samuel) y Romina Power (María)            | Samuel Sánchez       | 11 | 10 | 12 | Unax        | 38          |
| Wrecking Ball, de Miley Cyrus                                    | Roko                 | 8  | 12 | 10 | Nayra       | 35          |
| Wrecking Ball, de Miley Cyrus                                    | Carla Núñez          | 8  | 12 | 10 | Nayra       | 35          |
| Mal de amores, de Juan Magán                                     | Miki Nadal           | 7  | 11 | 11 | Julia       | 34          |
| Mal de amores, de Juan Magán                                     | Fran López           | 7  | 11 | 11 | Julia       | 34          |
| Un mundo ideal, de Jasmín (Julia) y Aladdín (Santiago) (Aladdín) | Santiago Segura      | 9  | 6  | 5  | José        | 30          |
| Un mundo ideal, de Jasmín (Julia) y Aladdín (Santiago) (Aladdín) | Julia Gonçalves      | 9  | 6  | 5  | José        | 30          |
| Three little birds, de Bob Marley                                | Llum Barrera         | 10 | 5  | 8  | Carla       | 28          |
| Three little birds, de Bob Marley                                | Unax Zabala          | 10 | 5  | 8  | Carla       | 28          |
| Fotografía, de Juanes (Xuso) y Nelly Furtado (Abril)             | Xuso Jones           | 12 | 9  | 6  | Samuel      | 27          |
| Fotografía, de Juanes (Xuso) y Nelly Furtado (Abril)             | Abril Montmany       | 12 | 9  | 6  | Samuel      | 27          |
| Vivir así es morir de amor, de Camilo Sesto                      | Daniel Diges         | 5  | 8  | 9  | Julia       | 27          |
| Vivir así es morir de amor, de Camilo Sesto                      | José Luis Tenaguillo | 5  | 8  | 9  | Julia       | 27          |
| Aserejé, de Las Ketchup                                          | Anna Simon           | 6  | 7  | 7  | Fran        | 25          |
| Aserejé, de Las Ketchup                                          | Nayra Gomar          | 6  | 7  | 7  | Fran        | 25          |

| Artista           | Canción                                                               |
| ----------------- | --------------------------------------------------------------------- |
| Pablo Carbonell   | Marta tiene un marcapasos, de David Summers (Hombres G) y Ana Torroja |
| Mafalda Carbonell | Marta tiene un marcapasos, de David Summers (Hombres G) y Ana Torroja |
| Vicky             | Aserejé, de Las Ketchup (Acompañando a Anna Simon y Nayra Gomar)      |

| Concursantes    | Puntuación total |
| --------------- | ---------------- |
| Xuso Jones      | 214              |
| Abril           | 214              |
| Anna Simon      | 191              |
| Nayra           | 191              |
| Roko            | 187              |
| Carla           | 187              |
| Santiago Segura | 180              |
| Julia           | 180              |
| Daniel Diges    | 174              |
| José            | 174              |
| Llum Barrera    | 174              |
| Unax            | 174              |
| Miki Nadal      | 172              |
| Fran            | 172              |
| María del Monte | 172              |
| Samuel          | 172              |

| Gala 7 (23/10/2014)                                                                           | Concursantes         | CL | MN | ÁL | BONUS (+10) | Punt. final |
| --------------------------------------------------------------------------------------------- | -------------------- | -- | -- | -- | ----------- | ----------- |
| Campeones, de Benji Price (Miki) y Oliver Atom (Fran) (Oliver y Benji)                        | Miki Nadal           | 10 | 12 | 10 | Nayra       | 42          |
| Campeones, de Benji Price (Miki) y Oliver Atom (Fran) (Oliver y Benji)                        | Fran López           | 10 | 12 | 10 | Nayra       | 42          |
| Mercy, de Duffy                                                                               | Roko                 | 11 | 11 | 12 | Samuel      | 39          |
| Mercy, de Duffy                                                                               | Carla Núñez          | 11 | 11 | 12 | Samuel      | 39          |
| Soldados del amor y Desesperada, de Marta Sánchez                                             | Santiago Segura      | 12 | 8  | 9  | Samuel      | 34          |
| Soldados del amor y Desesperada, de Marta Sánchez                                             | Julia Gonçalves      | 12 | 8  | 9  | Samuel      | 34          |
| Si tú me dices ven, de Los Panchos (Samuel) y Mari Trini (María)                              | María del Monte      | 8  | 10 | 5  | Carla       | 33          |
| Si tú me dices ven, de Los Panchos (Samuel) y Mari Trini (María)                              | Samuel Sánchez       | 8  | 10 | 5  | Carla       | 33          |
| One, de Mary J. Blige (Abril) y Bono (Xuso) (U2)                                              | Xuso Jones           | 9  | 5  | 11 | Julia       | 30          |
| One, de Mary J. Blige (Abril) y Bono (Xuso) (U2)                                              | Abril Montmany       | 9  | 5  | 11 | Julia       | 30          |
| Más bonita que ninguna, de Rocío Dúrcal                                                       | Anna Simon           | 7  | 7  | 8  | Fran        | 27          |
| Más bonita que ninguna, de Rocío Dúrcal                                                       | Nayra Gomar          | 7  | 7  | 8  | Fran        | 27          |
| September, de Maurice White (Earth, Wind & Fire)                                              | Daniel Diges         | 6  | 9  | 6  | Abril       | 21          |
| September, de Maurice White (Earth, Wind & Fire)                                              | José Luis Tenaguillo | 6  | 9  | 6  | Abril       | 21          |
| Enamorado de la moda juvenil, de Santiago Auserón (Unax) y Luis Auserón (Llum) (Radio Futura) | Llum Barrera         | 5  | 6  | 7  | Fran        | 18          |
| Enamorado de la moda juvenil, de Santiago Auserón (Unax) y Luis Auserón (Llum) (Radio Futura) | Unax Zabala          | 5  | 6  | 7  | Fran        | 18          |

| Artista   | Canción                                                |
| --------- | ------------------------------------------------------ |
| Lucía Gil | Love You like a Love Song, de Selena Gomez & the Scene |

| Concursantes    | Puntuación total |
| --------------- | ---------------- |
| Xuso Jones      | 244              |
| Abril           | 244              |
| Roko            | 226              |
| Carla           | 226              |
| Anna Simon      | 218              |
| Nayra           | 218              |
| Santiago Segura | 214              |
| Julia           | 214              |
| Miki Nadal      | 214              |
| Fran            | 214              |
| María del Monte | 205              |
| Samuel          | 205              |
| Daniel Diges    | 195              |
| José            | 195              |
| Llum Barrera    | 192              |
| Unax            | 192              |

| Gala 8 (30/10/2014)                                                                         | Concursantes         | CL | MN | ÁL | BONUS (+10) | Punt. final |
| ------------------------------------------------------------------------------------------- | -------------------- | -- | -- | -- | ----------- | ----------- |
| Let it go, de Elsa (Frozen: El reino del hielo)                                             | Roko                 | 11 | 11 | 10 | Unax        | 42          |
| Let it go, de Elsa (Frozen: El reino del hielo)                                             | Carla Núñez          | 11 | 11 | 10 | Unax        | 42          |
| La caza, de Antonio Morales "Junior" (José) y Juan Pardo (Daniel) (Juan y Junior)           | Daniel Diges         | 12 | 10 | 11 | Julia       | 38          |
| La caza, de Antonio Morales "Junior" (José) y Juan Pardo (Daniel) (Juan y Junior)           | José Luis Tenaguillo | 12 | 10 | 11 | Julia       | 38          |
| Obsesión, de Romeo Santos (Unax) y Judy Santos (Llum) (Aventura)                            | Llum Barrera         | 7  | 6  | 6  | Carla       | 34          |
| Obsesión, de Romeo Santos (Unax) y Judy Santos (Llum) (Aventura)                            | Unax Zabala          | 7  | 6  | 6  | Carla       | 34          |
| Noches de Bohemia, de Ildefonso de los Reyes (Nayra) (Navajita Plateá) y Alba Molina (Anna) | Anna Simon           | 9  | 12 | 12 | Unax        | 33          |
| Noches de Bohemia, de Ildefonso de los Reyes (Nayra) (Navajita Plateá) y Alba Molina (Anna) | Nayra Gomar          | 9  | 12 | 12 | Unax        | 33          |
| Belén, Belén y Una lágrima, de Peret (Santiago) y Marisol (Julia)                           | Santiago Segura      | 6  | 9  | 9  | José        | 29          |
| Belén, Belén y Una lágrima, de Peret (Santiago) y Marisol (Julia)                           | Julia Gonçalves      | 6  | 9  | 9  | José        | 29          |
| El canario, de Pepe Begines (No me pises que llevo chanclas)                                | María del Monte      | 8  | 7  | 8  | Unax        | 28          |
| El canario, de Pepe Begines (No me pises que llevo chanclas)                                | Samuel Sánchez       | 8  | 7  | 8  | Unax        | 28          |
| Looking for paradise, de Alejandro Sanz (Xuso) y Alicia Keys (Abril)                        | Xuso Jones           | 10 | 8  | 7  | Samuel      | 25          |
| Looking for paradise, de Alejandro Sanz (Xuso) y Alicia Keys (Abril)                        | Abril Montmany       | 10 | 8  | 7  | Samuel      | 25          |
| Dragostea din tei, de Arsenie Todiraș (Fran) y Dan Bălan (Miki) (O-Zone)                    | Miki Nadal           | 5  | 5  | 5  | Carla       | 15          |
| Dragostea din tei, de Arsenie Todiraș (Fran) y Dan Bălan (Miki) (O-Zone)                    | Fran López           | 5  | 5  | 5  | Carla       | 15          |

| Concursantes    | Puntuación total |
| --------------- | ---------------- |
| Xuso Jones      | 269              |
| Abril           | 269              |
| Roko            | 268              |
| Carla           | 268              |
| Anna Simon      | 251              |
| Nayra           | 251              |
| Santiago Segura | 243              |
| Julia           | 243              |
| Daniel Diges    | 233              |
| José            | 233              |
| María del Monte | 233              |
| Samuel          | 233              |
| Miki Nadal      | 229              |
| Fran            | 229              |
| Llum Barrera    | 226              |
| Unax            | 226              |

| Gala 9 (Especial Niños en solitario) (06/11/2014)  | Concursantes         | CL | DB | ÁL | BONUS (+10) | Punt. final |
| -------------------------------------------------- | -------------------- | -- | -- | -- | ----------- | ----------- |
| Valerie, de Amy Winehouse                          | Abril Montmany       | 11 | 10 | 12 | José Luis   | 43          |
| Vencer al amor, de India Martínez                  | Nayra Gomar          | 10 | 12 | 9  | Abril       | 41          |
| Quédate conmigo, de Pastora Soler                  | Carla Núñez          | 12 | 7  | 8  | Abril       | 32          |
| Problem, de Ariana Grande                          | Julia Gonçalves      | 8  | 9  | 10 | Nayra       | 32          |
| Ahora te puedes marchar, de Luis Miguel            | José Luis Tenaguillo | 7  | 8  | 11 | Unax        | 31          |
| Feliz, de David Bustamante                         | Samuel Sánchez       | 9  | 11 | 7  | Nayra       | 27          |
| Payphone , de Adam Levine (Maroon 5)               | Unax Zabala          | 5  | 6  | 5  | Carla       | 21          |
| Pan y mantequilla, de Iván Torres (Efecto Pasillo) | Fran López           | 6  | 5  | 6  | Julia       | 17          |

| Artista         | Canción |
| --------------- | --- |
| Santiago Segura | La vuelta al mundo en ochenta días, de Willy Fog, Rigodón, Tico y Romy (La vuelta al mundo de Willy Fog)                                                  |
| Daniel Diges    | La vuelta al mundo en ochenta días, de Willy Fog, Rigodón, Tico y Romy (La vuelta al mundo de Willy Fog)                                                  |
| María del Monte | La vuelta al mundo en ochenta días, de Willy Fog, Rigodón, Tico y Romy (La vuelta al mundo de Willy Fog)                                                  |
| Anna Simon      | La vuelta al mundo en ochenta días, de Willy Fog, Rigodón, Tico y Romy (La vuelta al mundo de Willy Fog)                                                  |
| Roko            | You can't stop the beat, de Nikki Blonsky (Tracy Turnblad), Zac Efron (Link Larkin), John Travolta (Edna Turnblad) y Queen Latifah (Maybelle) (Hairspray) |
| Xuso Jones      | You can't stop the beat, de Nikki Blonsky (Tracy Turnblad), Zac Efron (Link Larkin), John Travolta (Edna Turnblad) y Queen Latifah (Maybelle) (Hairspray) |
| Miki Nadal      | You can't stop the beat, de Nikki Blonsky (Tracy Turnblad), Zac Efron (Link Larkin), John Travolta (Edna Turnblad) y Queen Latifah (Maybelle) (Hairspray) |
| Llum Barrera    | You can't stop the beat, de Nikki Blonsky (Tracy Turnblad), Zac Efron (Link Larkin), John Travolta (Edna Turnblad) y Queen Latifah (Maybelle) (Hairspray) |

| Concursantes    | Puntuación total |
| --------------- | ---------------- |
| Xuso Jones      | 312              |
| Abril           | 312              |
| Roko            | 300              |
| Carla           | 300              |
| Anna Simon      | 292              |
| Nayra           | 292              |
| Santiago Segura | 275              |
| Julia           | 275              |
| Daniel Diges    | 264              |
| José            | 264              |
| María del Monte | 260              |
| Samuel          | 260              |
| Llum Barrera    | 247              |
| Unax            | 247              |
| Miki Nadal      | 246              |
| Fran            | 246              |

| Gala 10 / Semifinal (13/11/2014)                                                         | Concursantes         | CL | MN | ÁL | BONUS (+10) | Punt. final |
| ---------------------------------------------------------------------------------------- | -------------------- | -- | -- | -- | ----------- | ----------- |
| No me ames, de Marc Anthony (Samuel) y Jennifer López (María)                            | María del Monte      | 12 | 12 | 11 | José        | 40          |
| No me ames, de Marc Anthony (Samuel) y Jennifer López (María)                            | Samuel Sánchez       | 12 | 12 | 11 | José        | 40          |
| All About That Bass, de Meghan Trainor                                                   | Xuso Jones           | 7  | 10 | 10 | Julia       | 37          |
| All About That Bass, de Meghan Trainor                                                   | Abril Montmany       | 7  | 10 | 10 | Julia       | 37          |
| Tú volverás, de Sergio Blanco (Santiago) y Estíbaliz Uranga (Julia) (Sergio y Estíbaliz) | Santiago Segura      | 10 | 9  | 12 | Abril       | 36          |
| Tú volverás, de Sergio Blanco (Santiago) y Estíbaliz Uranga (Julia) (Sergio y Estíbaliz) | Julia Gonçalves      | 10 | 9  | 12 | Abril       | 36          |
| Duele el amor, de Aleks Syntek (Unax) y Ana Torroja (Llum)                               | Llum Barrera         | 11 | 11 | 8  | Samuel      | 30          |
| Duele el amor, de Aleks Syntek (Unax) y Ana Torroja (Llum)                               | Unax Zabala          | 11 | 11 | 8  | Samuel      | 30          |
| Girlfriend, de Avril Lavigne                                                             | Anna Simon           | 8  | 7  | 9  | Fran        | 29          |
| Girlfriend, de Avril Lavigne                                                             | Nayra Gomar          | 8  | 7  | 9  | Fran        | 29          |
| Jailhouse Rock, de Elvis Presley                                                         | Miki Nadal           | 5  | 6  | 5  | Nayra       | 26          |
| Jailhouse Rock, de Elvis Presley                                                         | Fran López           | 5  | 6  | 5  | Nayra       | 26          |
| El rey, de Vicente Fernández                                                             | Daniel Diges         | 6  | 8  | 6  | Abril       | 25          |
| El rey, de Vicente Fernández                                                             | José Luis Tenaguillo | 6  | 8  | 6  | Abril       | 25          |
| Tu vuò fà l'americano, de Sophia Loren                                                   | Roko                 | 9  | 5  | 7  | Fran        | 21          |
| Tu vuò fà l'americano, de Sophia Loren                                                   | Carla Núñez          | 9  | 5  | 7  | Fran        | 21          |

| Concursantes    | Puntuación total |
| --------------- | ---------------- |
| Xuso Jones      | 349              |
| Abril           | 349              |
| Roko            | 321              |
| Carla           | 321              |
| Anna Simon      | 321              |
| Nayra           | 321              |
| Santiago Segura | 311              |
| Julia           | 311              |
| María del Monte | 300              |
| Samuel          | 300              |
| Daniel Diges    | 289              |
| José            | 289              |
| Llum Barrera    | 277              |
| Unax            | 277              |
| Miki Nadal      | 272              |
| Fran            | 272              |

     Finalistas
| Gala 11 / Final (20/11/2014)                                                                                             | Concursantes    | CL | DB | MN | AL | BONUS (+5) | Punt. final | Clasificación                |
| --- | --------------- | -- | -- | -- | -- | ---------- | ----------- | ---------------------------- |
| Just give me a reason, de Pink (Abril) y Nate Ruess (Xuso) (Fun) y So what, de Pink                                      | Xuso Jones      | 9  | 9  | 12 | 11 | Nayra      | 46          | 395 puntos (Ganadores)       |
| Just give me a reason, de Pink (Abril) y Nate Ruess (Xuso) (Fun) y So what, de Pink                                      | Abril Montmany  | 9  | 9  | 12 | 11 | Nayra      | 46          | 395 puntos (Ganadores)       |
| Sarandonga y Amor, amor, de Lolita Flores                                                                                | Anna Simon      | 11 | 10 | 11 | 12 | Julia      | 59          | 380 puntos (2.ªs finalistas) |
| Sarandonga y Amor, amor, de Lolita Flores                                                                                | Nayra Gomar     | 11 | 10 | 11 | 12 | Julia      | 59          | 380 puntos (2.ªs finalistas) |
| Saturday night's alright (for fighting), de Anastacia (Julia) y Elton John (Santiago) y Left Outside Alone, de Anastacia | Santiago Segura | 12 | 11 | 10 | 10 | Nayra      | 58          | 369 puntos (3.ºs finalistas) |
| Saturday night's alright (for fighting), de Anastacia (Julia) y Elton John (Santiago) y Left Outside Alone, de Anastacia | Julia Gonçalves | 12 | 11 | 10 | 10 | Nayra      | 58          | 369 puntos (3.ºs finalistas) |
| Sobreviviré y Empiezo a recordarte, de Mónica Naranjo                                                                    | Roko            | 10 | 12 | 9  | 9  | Abril      | 45          | 366 Puntos (4.ªs finalistas) |
| Sobreviviré y Empiezo a recordarte, de Mónica Naranjo                                                                    | Carla Núñez     | 10 | 12 | 9  | 9  | Abril      | 45          | 366 Puntos (4.ªs finalistas) |

| Canción                                                                                                   | Concursantes         | BONUS (+10) | Información       |
| --- | -------------------- | ----------- | ----------------- |
| Live while we're young, de Niall Horan (One Direction) (Samuel)/Absolutamente, de Sara Montiel (María)    | María del Monte      | Nayra       | 5.ºs Clasificados |
| Live while we're young, de Niall Horan (One Direction) (Samuel)/Absolutamente, de Sara Montiel (María)    | Samuel Sánchez       | Nayra       | 5.ºs Clasificados |
| Live while we're young, de Louis Tomlinson (Daniel) y Zayn Malik (José) (One Direction)                   | Daniel Diges         | Julia       | 6.ºs Clasificados |
| Live while we're young, de Louis Tomlinson (Daniel) y Zayn Malik (José) (One Direction)                   | José Luis Tenaguillo | Julia       | 6.ºs Clasificados |
| Live while we're young, de Harry Styles (One Direction) (Unax)/Absolutamente, de Alaska (Fangoria) (Llum) | Llum Barrera         | Carla       | 7.ºs Clasificados |
| Live while we're young, de Harry Styles (One Direction) (Unax)/Absolutamente, de Alaska (Fangoria) (Llum) | Unax Zabala          | Carla       | 7.ºs Clasificados |
| Absolutamente, de Mario Vaquerizo (Fran)/Live while we're young, de Liam Payne (One Direction) (Miki)     | Miki Nadal           | Julia       | 8°s Clasificados  |
| Absolutamente, de Mario Vaquerizo (Fran)/Live while we're young, de Liam Payne (One Direction) (Miki)     | Fran López           | Julia       | 8°s Clasificados  |

| Artista        | Canción                                                     |
| -------------- | ----------------------------------------------------------- |
| Manel Fuentes  | I Was Made for Lovin' You / Rock and Roll All Nite, de Kiss |
| Carlos Latre   | I Was Made for Lovin' You / Rock and Roll All Nite, de Kiss |
| Mónica Naranjo | I Was Made for Lovin' You / Rock and Roll All Nite, de Kiss |
| Àngel Llàcer   | I Was Made for Lovin' You / Rock and Roll All Nite, de Kiss |

### Audiencias
| Fecha      | Características del programa                                | Imitando a...                                | Espectadores | Share |
| ---------- | ----------------------------------------------------------- | -------------------------------------------- | ------------ | ----- |
| 11/09/2014 | Gala 1 / Ganadores Julia y Santiago                         | Dick Van Dyke y Julie Andrews (Mary Poppins) | 2 927 000    | 23,2% |
| 18/09/2014 | Gala 2 / Ganadoras Anna y Nayra                             | Shakira                                      | 2 030 000    | 14,9% |
| 25/09/2014 | Gala 3 / Ganadores Llum y Unax                              | Ángeles Muñoz y Dionisio Martín (Camela)     | 2 114 000    | 15,8% |
| 02/10/2014 | Gala 4 / Ganadores Dani y José Luis                         | Natalia Jiménez y Jaime Terrón (Melocos)     | 2 106 000    | 15,8% |
| 09/10/2014 | Gala 5 / Especial Cambio de pareja / Ganadoras Llum y Abril | Beyoncé y Lady Gaga                          | 2 269 000    | 15,2% |
| 16/10/2014 | Gala 6 / Ganadores María y Samuel                           | Romina Power y Al Bano                       | 1 983 000    | 13,6% |
| 23/10/2014 | Gala 7 / Ganadores Miki y Fran                              | Benji Price y Oliver Atom (Oliver y Benji)   | 1 934 000    | 13,3% |
| 30/10/2014 | Gala 8 / Ganadoras Roko y Carla                             | Elsa (Frozen: El reino del hielo)            | 1 880 000    | 13,4% |
| 06/11/2014 | Gala 9 / Especial niños en solitario / Ganadora Abril       | Amy Winehouse                                | 1 999 000    | 14,7% |
| 13/11/2014 | Gala 10 / Semifinal / Ganadores María y Samuel              | Jennifer López y Marc Anthony                | 2 063 000    | 14,3% |
| 20/11/2014 | Gala 11 / Final / Ganadora: Abril                           | Pink                                         | 2 104 000    | 14,0% |

 Programa líder en su franja horaria (Primetime y Late Night).

 Mínimo histórico de audiencia.

## Palmarés
| Edición                                | Fecha | Ganadores                   | Subcampeones             | Terceros                          | Cuartos            |
| -------------------------------------- | ----- | --------------------------- | ------------------------ | --------------------------------- | ------------------ |
| Tu cara me suena mini: Primera edición | 2014  | Abril Montmany & Xuso Jones | Nayra Gomar & Anna Simon | Julia Gonçalves & Santiago Segura | Carla Núñez & Roko |

## Audiencia media
Estas han sido las audiencias de las ediciones del programa Tu cara me suena mini:
| Edición                                | Fecha | Cadena   | Espectadores | Share | Final             |
| -------------------------------------- | ----- | -------- | ------------ | ----- | ----------------- |
| Tu cara me suena mini: Primera edición | 2014  | Antena 3 | 2 128 000    | 15,3% | 2 104 000 (14,0%) |

### Especiales
| Características del Programa                      | Fecha      | Espectadores | Share |
| ------------------------------------------------- | ---------- | ------------ | ----- |
| Tu cara me suena mini: Los castings               | 18/09/2014 | 562.000      | 10,9% |
| Tu cara me suena mini: Tu cara me suena mucho más | 24/12/2014 | 898.000      | 10,2% |